# Deckenhöhenplan

Ausschnitt aus einem Deckenhöhenplan

Der Deckenhöhenplan ist ein spezieller Lageplan, der die Deckschichthöhen eines Straßenentwurfes in der Draufsicht darstellt. Er zählt zu den Entwurfs- und Ausführungsunterlagen im Straßenbau und wird für Verkehrsflächen erstellt, deren Deckschichthöhen nicht unmissverständlich mit Hilfe des Höhenplanes und des Ausbauquerschnittes angegeben werden können. In der Regel handelt es sich dabei um Innerortsstraßen, platzartige Flächen oder Knotenpunkte.
Der Deckenhöhenplan dient während der Planungsphase zur Ausarbeitung und Überprüfung des Straßenentwurfs hinsichtlich einer funktionierenden Straßenentwässerung und eines optisch befriedigenden Randverlaufes. In der Ausführungsphase wird er u. a. zur Absteckung der Ränder verwendet.

## Bestandteile
Neben den in Lagenplänen üblicherweise dargestellten Inhalten, wie beispielsweise Achsen, Trassierungselemente, Ränder und der Straßenentwässerung, werden im Deckenhöhenplan zusätzlich die NN-Höhen der Deckschicht bzw. der Ränder (Borde, Zeilen, Rinnen oder Asphaltrand) sowie die zugehörigen Querneigungen eingetragen. Auf diese Weise wird der Höhenverlauf der Ränder eindeutig festgelegt und die Entwässerung der Verkehrsflächen nachvollziehbar gemacht. Zur besseren Verdeutlichung können zusätzlich Höhenschichtlinien abgebildet sein.
Häufig findet auch eine Kombination von Deckenhöhenplan und Gestaltungsplan statt. Ergänzend zu den Höhenangaben werden in diesem Fall Oberflächenbeläge, Verlegerichtungen und Fugenbilder (beispielsweise von Betonfahrbahnen) abgebildet.